# Maria de la Salut
Maria de la Salut (hiszp. María de la Salud)  – gmina w Hiszpanii, w prowincji Baleary, we wspólnocie autonomicznej Balearów, o powierzchni 30,52 km². W 2011 roku gmina liczyła 2152 mieszkańców.